# Kaskada dolnej Wisły
Kaskada dolnej Wisły – projekt budowy zespołu zapór wodnych w dolnym biegu Wisły od Warszawy do Gdańska. Koncepcja powstała na początku XX wieku, powrócono do niej w latach 60., projekt zakładał budowę zapór w 8 miejscowościach: Wyszogrodzie, Płocku, Włocławku, Nieszawie (lub Ciechocinku), Solcu Kujawskim, Chełmnie, Opaleniu i Tczewie. Kaskada miała dostarczać energię elektryczną oraz umożliwiać śródlądowy transport wodny, łączący centrum kraju z portami morskimi w Gdańsku i Gdyni.

## Przebieg wykonywania projektu

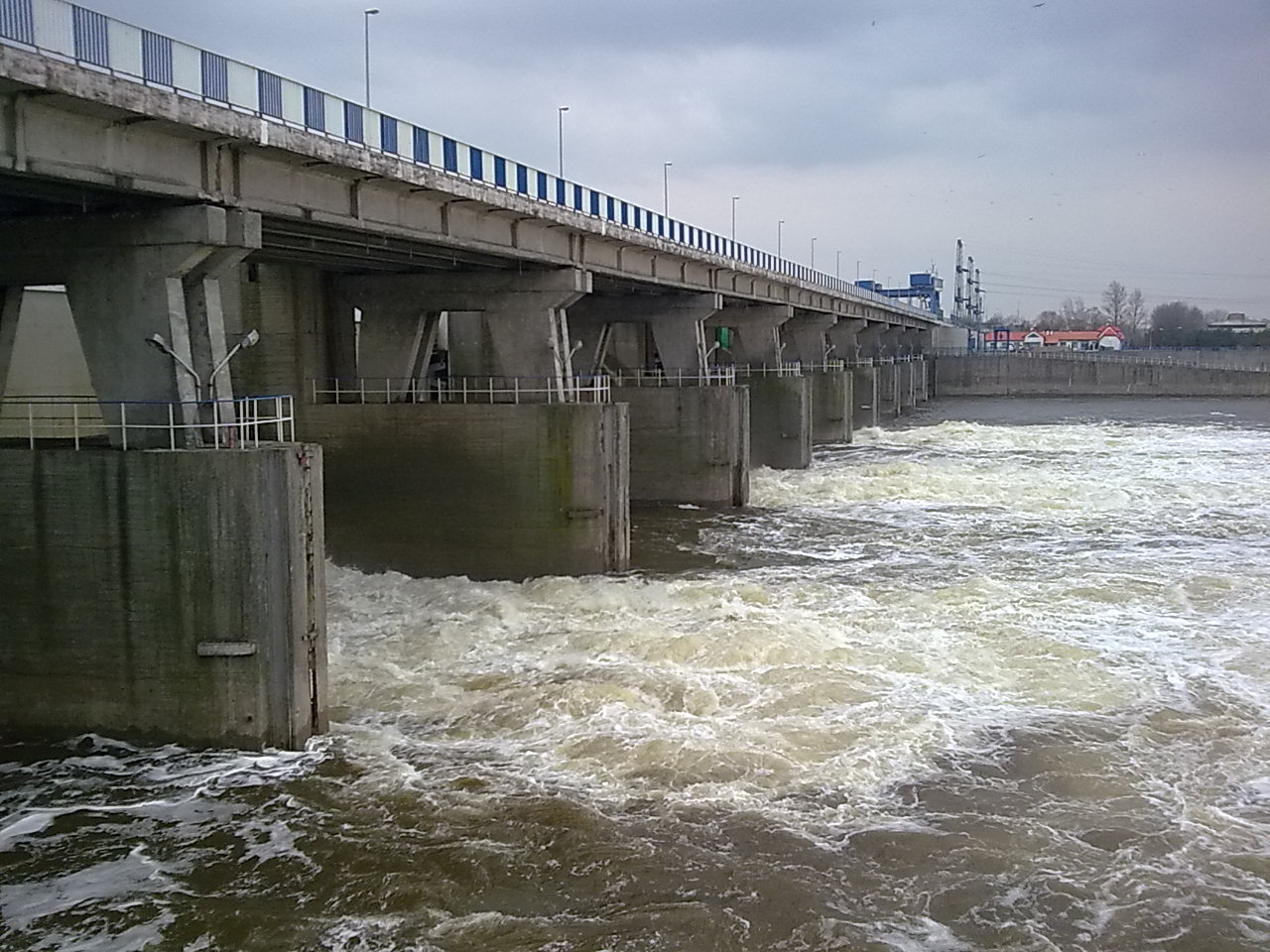
Zapora we Włocławku

Po kilkudziesięciu latach od powstania koncepcji rozpoczęto jej wdrażanie. Na początku, w latach 1963–1970, wybudowano kompleks elektrowni we Włocławku (tj. zbiornik zaporowy, zapora i elektrownia), który był jednym z pierwszych, jakie zakładał cały projekt. Po udanej budowie rozpoczęto przygotowania do budowy pozostałych kompleksów. Problemy gospodarcze jakie dotknęły Polskę za czasów rządów Edwarda Gierka zmusiły władze do zaniechania całego przedsięwzięcia, choć jeszcze w roku 1982 położono kamień węgielny pod budowę stopnia wodnego w Ciechocinku.

## Przyszłość kaskady
Po upadku komunizmu temat dalszej budowy był kilkukrotnie poruszany. Badania wykazały, że obecna zapora – zaprojektowana jako część kaskady – grozi zawaleniem przy dalszej eksploatacji bez budowy niższych stopni. Mogłoby to spowodować katastrofę ekologiczną w dolnej Wiśle, Zatoce Gdańskiej i Bałtyku. Zbiornik włocławski zgromadził bowiem na swoim dnie około 40 milionów metrów sześciennych groźnych zanieczyszczeń, głównie przemysłowych.
Zwolennicy kontynuowania budowy utrzymują, że konstrukcja kolejnego stopnia Ciechocinek-Nieszawa to najlepsze trwałe rozwiązanie problemu, dające jednocześnie źródło energii elektrycznej.
Przeciwnicy wskazują, że w rozwiniętych krajach zaprzestano budowy zapór na rzekach nizinnych. Wisła jest jedną z ostatnich dzikich rzek w Europie, a budowa kolejnych stopni zniszczyłaby rejony wartościowe przyrodniczo – rezerwaty oraz obszary objęte ochroną w programie Natura 2000.
W sierpniu 2009 r. prezesi Energi SA i Krajowego Zarządu Gospodarki Wodnej podpisali we Włocławku list intencyjny w sprawie budowy tamy na Wiśle w Nieszawie. Towarzysząca zaporze elektrownia mogłaby zapewniać moc od 60 do 100 MW. Koncern Energa – właściciel zapory włocławskiej – miał zamiar zrealizować inwestycję do roku 2016. Koszty budowy szacowano na 2,5 mld zł, a okres zwrotu inwestycji – na 15–25 lat.
4 czerwca 2012 koncern Energa ogłosił, iż z proponowanych pięciu wariantów (Włocławek, Przypust, Nieszawa, Siarzewo I, Siarzewo II) do realizacji wybrano lokalizację Siarzewo II, położoną na 708. kilometrze rzeki. Zapora w tej lokalizacji ma zostać wybudowana pomiędzy lewym brzegiem rzeki a największą wyspą wiślaną Zielona Kępa.